# Preserale
Il preserale (o fascia preserale) è una fascia oraria giornaliera tra le varie in cui viene divisa la programmazione televisiva. Corrisponde al periodo di messa in onda dei programmi tra le ore 18 e l’edizione delle 20 del telegiornale.

## Quiz dei preserali

### Rai 1
| Fabrizio Frizzi, Milly Carlucci Mara Venier e Rosanna Lambertucci; Anna Falchi, Carlo Conti e Giancarlo Magalli; Pippo Baudo; Paolo Bonolis | Luna Park         | 1994/1995 | Estate al Luna Park                   | Luana Ravegnini, Claudio Insegno e Mauro Marino |      |      |      |      |
| Fabrizio Frizzi, Milly Carlucci Mara Venier e Rosanna Lambertucci; Anna Falchi, Carlo Conti e Giancarlo Magalli; Pippo Baudo; Paolo Bonolis | Luna Park         | 1995/1996 | N.D.                                  | N.D.                                            | N.D. | N.D. | N.D. | N.D. |
| Fabrizio Frizzi, Milly Carlucci Mara Venier e Rosanna Lambertucci; Anna Falchi, Carlo Conti e Giancarlo Magalli; Pippo Baudo; Paolo Bonolis | Luna Park         | 1996/1997 | N.D.                                  | N.D.                                            | N.D. | N.D. | N.D. | N.D. |
| Alessandro Greco poi Carlo Conti | Colorado          | 1997/1998 | N.D.                                  | N.D.                                            | N.D. | N.D. | N.D. | N.D. |
| Carlo Conti poi Amadeus | In bocca al lupo! | 1998/1999 | N.D.                                  | N.D.                                            | N.D. | N.D. | N.D. | N.D. |
| Carlo Conti poi Amadeus | In bocca al lupo! | 1999/2000 | N.D.                                  | N.D.                                            | N.D. | N.D. | N.D. | N.D. |
| Amadeus | Quiz Show         | 2000/2001 | N.D.                                  | N.D.                                            | N.D. | N.D. | N.D. | N.D. |
| Amadeus | Quiz Show         | 2001/2002 | Azzardo                               | Amadeus                                         |      |      |      |      |
| Amadeus | L'eredità         | 2002/2003 | Azzardo                               | Carlo Conti                                     |      |      |      |      |
| Amadeus | L'eredità         | 2003/2004 | N.D.                                  | N.D.                                            |      |      |      |      |
| Amadeus | L'eredità         | 2004/2005 | N.D.                                  | N.D.                                            |      |      |      |      |
| Amadeus | L'eredità         | 2005/2006 | Alta tensione - Il codice per vincere | Carlo Conti                                     |      |      |      |      |
| Carlo Conti | L'eredità         | 2006/2007 | Reazione a catena - L'intesa vincente | Pupo                                            |      |      |      |      |
| Carlo Conti | L'eredità         | 2007/2008 | Reazione a catena - L'intesa vincente | Pupo                                            |      |      |      |      |
| Carlo Conti | L'eredità         | 2008/2009 | Reazione a catena - L'intesa vincente | Pupo                                            |      |      |      |      |
| Carlo Conti | L'eredità         | 2009/2010 | Reazione a catena - L'intesa vincente | Pino Insegno                                    |      |      |      |      |
| Carlo Conti | L'eredità         | 2010/2011 | Reazione a catena - L'intesa vincente | Pino Insegno                                    |      |      |      |      |
| Carlo Conti | L'eredità         | 2011/2012 | Reazione a catena - L'intesa vincente | Pino Insegno                                    |      |      |      |      |
| Carlo Conti | L'eredità         | 2012/2013 | Reazione a catena - L'intesa vincente | Pino Insegno                                    |      |      |      |      |
| Carlo Conti, Fabrizio Frizzi | L'eredità         | 2013/2014 | Reazione a catena - L'intesa vincente | Amadeus                                         |      |      |      |      |
| Carlo Conti, Fabrizio Frizzi | L'eredità         | 2014/2015 | Reazione a catena - L'intesa vincente | Amadeus                                         |      |      |      |      |
| Carlo Conti, Fabrizio Frizzi | L'eredità         | 2015/2016 | Reazione a catena - L'intesa vincente | Amadeus                                         |      |      |      |      |
| Fabrizio Frizzi | L'eredità         | 2016/2017 | Reazione a catena - L'intesa vincente | Amadeus                                         |      |      |      |      |
| Fabrizio Frizzi, Carlo Conti | L'eredità         | 2017/2018 | Reazione a catena - L'intesa vincente | Gabriele Corsi                                  |      |      |      |      |
| Flavio Insinna | L'eredità         | 2018/2019 | Reazione a catena - L'intesa vincente | Marco Liorni                                    |      |      |      |      |
| Flavio Insinna | L'eredità         | 2019/2020 | Reazione a catena - L'intesa vincente | Marco Liorni                                    |      |      |      |      |
| Flavio Insinna | L'eredità         | 2020/2021 | Reazione a catena - L'intesa vincente | Marco Liorni                                    |      |      |      |      |
| Flavio Insinna | L'eredità         | 2021/2022 | Reazione a catena - L'intesa vincente | Marco Liorni                                    |      |      |      |      |
| Flavio Insinna | L'eredità         | 2022/2023 | Reazione a catena - L'intesa vincente | Marco Liorni                                    |      |      |      |      |
| Marco Liorni | L'eredità         | 2023/2024 | Reazione a catena - L'intesa vincente | Pino Insegno                                    |      |      |      |      |
| Marco Liorni | L'eredità         | 2024/2025 | Reazione a catena - L'intesa vincente | Pino Insegno                                    |      |      |      |      |

- Sette e mezzo con Claudio Lippi
- Happy Circus con Heather Parisi.
- Almanacco del giorno dopo con le signorine buonasera.
- Domenica in con Raffaella Carrà
- Discoring.
- Parola mia con Luciano Rispoli.
- Ci siamo!?! con Gigi Sabani.
- Luna Park con Pippo Baudo
- Colorado con Alessandro Greco
- In bocca al lupo! con Carlo Conti e poi Amadeus
- Quiz Show con Amadeus
- Azzardo con Amadeus e poi Carlo Conti
- L'Eredità con Amadeus, dal 2002 al 2006, Carlo Conti, dal 2006 al 2014, nel 2015 e dal 2017 al 2018, Fabrizio Frizzi dal 2014 al 2018 Flavio Insinna dal 2018 al 2023 e Marco Liorni dal 2024.
- Alta tensione - Il codice per vincere con Carlo Conti
- Reazione a catena - L'intesa vincente con Pupo dal 2007 al 2009, Pino Insegno dal 2010 al 2013 e nel 2024, Amadeus dal 2014 al 2017, Gabriele Corsi nel 2018 e Marco Liorni dal 2019 al 2024.

### Canale 5
| Stagione                       | Programma                                                        | Conduttori |
| ------------------------------ | ---------------------------------------------------------------- | --- |
| 1983/1984                      | Zig Zag                                                          | Raimondo Vianello                                                                                               |
| 1984/1985                      | Zig Zag                                                          | Raimondo Vianello                                                                                               |
| 1985/1986                      | Zig Zag                                                          | Raimondo Vianello                                                                                               |
| 1986/1987                      | N.D.                                                             | N.D. |
| 1987/1988                      | N.D.                                                             | N.D. |
| 1988/1989                      | Il gioco dei 9                                                   | Raimondo Vianello e Sandra Mondaini                                                                             |
| 1988/1989                      | Ok, il prezzo è giusto!                                          | Sandra Mondaini                                                                                                 |
| 1988/1989                      | La ruota della fortuna                                           | Mike Bongiorno                                                                                                  |
| 1989/1990                      | Il gioco dei 9                                                   | Raimondo Vianello e Sandra Mondaini                                                                             |
| 1989/1990                      | Ok, il prezzo è giusto!                                          | Sandra Mondaini                                                                                                 |
| 1989/1990                      | La ruota della fortuna                                           | Mike Bongiorno                                                                                                  |
| 1989/1990                      | Quel motivetto...                                                | Raimondo Vianello                                                                                               |
| 1990/1991                      | Il gioco dei 9, Ok, il prezzo è giusto! e La ruota della fortuna | Gerry Scotti (Il gioco dei 9), Iva Zanicchi (Ok, il prezzo è giusto!) e Mike Bongiorno (La ruota della fortuna) |
| 1991/1992                      | Il gioco dei 9, Ok, il prezzo è giusto! e La ruota della fortuna | Gerry Scotti (Il gioco dei 9), Iva Zanicchi (Ok, il prezzo è giusto!) e Mike Bongiorno (La ruota della fortuna) |
| 1992/1993                      | Ok, il prezzo è giusto! e La ruota della fortuna                 | Iva Zanicchi (Ok, il prezzo è giusto!) e Mike Bongiorno (La ruota della fortuna)                                |
| 1993/1994                      | Ok, il prezzo è giusto! e La ruota della fortuna                 | Iva Zanicchi (Ok, il prezzo è giusto!) e Mike Bongiorno (La ruota della fortuna)                                |
| 1994/1995                      | Ok, il prezzo è giusto! e La ruota della fortuna                 | Iva Zanicchi (Ok, il prezzo è giusto!) e Mike Bongiorno (La ruota della fortuna)                                |
| 1995/1996                      | Ok, il prezzo è giusto! e La ruota della fortuna                 | Iva Zanicchi (Ok, il prezzo è giusto!) e Mike Bongiorno (La ruota della fortuna)                                |
| 1996/1997                      | Tira & Molla                                                     | Paolo Bonolis con Luca Laurenti                                                                                 |
| 1997/1998                      | Tira & Molla                                                     | Paolo Bonolis con Luca Laurenti                                                                                 |
| Tira & Molla estate            | Giampiero Ingrassia con Luisa Corna                              | |
| Tira & Molla estate            | Giampiero Ingrassia con Luisa Corna                              | 1998/1999 |
| Superboll                      | Fiorello                                                         | |
| Passaparola                    | Gerry Scotti                                                     | |
| Passaparola                    | Claudio Lippi                                                    | |
| 1999/2000                      | Passaparola alternato a Chi vuol essere milionario?              | Gerry Scotti |
| 2000/2001                      | Passaparola alternato a Chi vuol essere milionario?              | Gerry Scotti |
| 2001/2002                      | Passaparola alternato a Chi vuol essere milionario?              | Gerry Scotti |
| 2002/2003                      | Passaparola alternato a Chi vuol essere milionario?              | Gerry Scotti |
| 2003/2004                      | Passaparola                                                      | Gerry Scotti |
| 2003/2004                      | Chi vuol essere milionario?                                      | Gerry Scotti |
| 2003/2004                      | L'imbroglione                                                    | Enrico Papi |
| 2004/2005                      | Passaparola alternato a Chi vuol essere milionario?              | Gerry Scotti |
| 2005/2006                      | Passaparola alternato a Chi vuol essere milionario?              | Gerry Scotti |
| 2006/2007                      | Formula segreta                                                  | Amadeus |
| 2006/2007                      | Fattore C                                                        | Paolo Bonolis con Luca Laurenti                                                                                 |
| 2006/2007                      | Chi vuol essere milionario?                                      | Gerry Scotti |
| 2006/2007                      | 1 contro 100                                                     | Amadeus |
| 2007/2008                      | 1 contro 100                                                     | Amadeus |
| Chi vuol essere milionario?    | Gerry Scotti                                                     | |
| 50-50                          | Gerry Scotti                                                     | |
| Jackpot - Fate il vostro gioco | Enrico Papi                                                      | |
| Jackpot - Fate il vostro gioco | Enrico Papi                                                      | 2008/2009 |
| Chi vuol essere milionario?    | Gerry Scotti                                                     | |
| Sarabanda                      | Teo Mammucari con Belén Rodríguez                                | |
| 2009/2010                      | Chi vuol essere milionario?                                      | Gerry Scotti |
| 2009/2010                      | La stangata                                                      | Gerry Scotti |
| 2010/2011                      | Chi vuol essere milionario?                                      | Gerry Scotti |
| 2011/2012                      | Avanti un altro!                                                 | Paolo Bonolis con Luca Laurenti                                                                                 |
| 2011/2012                      | The Money Drop                                                   | Gerry Scotti |
| 2011/2012                      | Il braccio e la mente                                            | Flavio Insinna                                                                                                  |
| 2011/2012                      | La ruota della fortuna (repliche)                                | Enrico Papi |
| 2012/2013                      | Avanti un altro!                                                 | Paolo Bonolis                                                                                                   |
| 2012/2013                      | The Money Drop                                                   | Gerry Scotti |
| 2013/2014                      | Avanti un altro!                                                 | Paolo Bonolis con Luca Laurenti                                                                                 |
| 2013/2014                      | Avanti un altro!                                                 | Gerry Scotti con Luca Laurenti                                                                                  |
| 2013/2014                      | Avanti un altro!                                                 | Paolo Bonolis con Gerry Scotti e Luca Laurenti                                                                  |
| 2014/2015                      | Avanti un altro!                                                 | Paolo Bonolis                                                                                                   |
| 2014/2015                      | Avanti un altro!                                                 | Gerry Scotti |
| 2014/2015                      | Avanti un altro!                                                 | Paolo Bonolis con Gerry Scotti e Luca Laurenti                                                                  |
| 2014/2015                      | Caduta libera                                                    | Gerry Scotti |
| 2015/2016                      | Avanti un altro!                                                 | Paolo Bonolis con Luca Laurenti                                                                                 |
| 2015/2016                      | Caduta libera                                                    | Gerry Scotti |
| 2016/2017                      | Caduta libera                                                    | Gerry Scotti |
| Avanti un altro!               | Paolo Bonolis con Luca Laurenti                                  | |
| 2017/2018                      | Caduta libera                                                    | Gerry Scotti |
| 2017/2018                      | The Wall                                                         | Gerry Scotti |
| 2017/2018                      | Avanti un altro!                                                 | Paolo Bonolis con Luca Laurenti                                                                                 |
| 2018/2019                      | Caduta libera                                                    | Gerry Scotti |
| 2018/2019                      | The Wall                                                         | Gerry Scotti |
| 2018/2019                      | Avanti un altro!                                                 | Paolo Bonolis con Luca Laurenti                                                                                 |
| 2019/2020                      | Caduta libera                                                    | Gerry Scotti |
| 2019/2020                      | Conto alla rovescia                                              | Gerry Scotti |
| 2019/2020                      | Avanti un altro!                                                 | Paolo Bonolis con Luca Laurenti                                                                                 |
| 2019/2020                      | The Wall (repliche)                                              | Gerry Scotti |
| 2020/2021                      | Caduta libera                                                    | Gerry Scotti |
| 2020/2021                      | Avanti un altro!                                                 | Paolo Bonolis con Luca Laurenti                                                                                 |
| 2020/2021                      | Conto alla rovescia (repliche)                                   | Gerry Scotti |
| 2021/2022                      | Caduta libera                                                    | Gerry Scotti |
| 2021/2022                      | Avanti un altro!                                                 | Paolo Bonolis con Luca Laurenti                                                                                 |
| 2022/2023                      | Caduta libera                                                    | Gerry Scotti |
| 2022/2023                      | Avanti un altro!                                                 | Paolo Bonolis con Luca Laurenti                                                                                 |
| 2022/2023                      | The Wall (repliche)                                              | Gerry Scotti |
| 2023/2024                      | Caduta libera                                                    | Gerry Scotti |
| 2023/2024                      | Avanti un altro!                                                 | Paolo Bonolis con Luca Laurenti                                                                                 |
| 2023/2024                      | La ruota della fortuna                                           | Gerry Scotti |
| 2023/2024                      | The Wall (repliche)                                              | Gerry Scotti |
| 2024/2025                      |                                                                  | Gerry Scotti |
| La ruota della fortuna         |                                                                  | Gerry Scotti |
| Avanti un altro!               | Paolo Bonolis con Luca Laurenti                                  | |
| Caduta libera                  | Gerry Scotti                                                     | |
| Sarabanda                      | Enrico Papi                                                      | |

- La ruota della fortuna con Mike Bongiorno e Gerry Scotti
- Tira & Molla con Paolo Bonolis
- Superboll con Fiorello
- Passaparola con Gerry Scotti
- Chi vuol essere milionario? con Gerry Scotti
- L'imbroglione con Enrico Papi
- Formula segreta con Amadeus
- Fattore C con Paolo Bonolis
- 1 contro 100 con Amadeus
- 50-50 con Gerry Scotti
- Jackpot - Fate il vostro gioco con Enrico Papi
- Sarabanda con Teo Mammucari, Belén Rodríguez ed Enrico Papi
- La stangata con Gerry Scotti
- Avanti un altro! con Paolo Bonolis e Gerry Scotti
- The Money Drop con Gerry Scotti
- Il braccio e la mente con Flavio Insinna
- Caduta libera con Gerry Scotti
- The Wall con Gerry Scotti
- Conto alla rovescia con Gerry Scotti

### LA7
- G'Day con Geppi Cucciari
- I menù di Benedetta con Benedetta Parodi
- Cuochi e fiamme con Simone Rugiati
- Lingo - Parole in gioco con Caterina Balivo
- Famiglie d'Italia con Flavio Insinna